# Tellina colorata
Tellina colorata är en musselart som beskrevs av Dall 1900. Tellina colorata ingår i släktet Tellina och familjen Tellinidae. Inga underarter finns listade i Catalogue of Life.